# Ольшанский, Валентин Владиславович
Валенти́н Владисла́вович Ольша́нский (16 марта 1947, Саратов, СССР — 24 декабря 2010, Саратов, Россия) — советский футболист, тренер и футбольный арбитр. Мастер спорта СССР (1970).

## Биография
Родился в семье футболиста «Сокола» Владислава Ольшанского.
Выступал за клубы Саратовской области: в 1963—1964 гг. — за «Сокол» (клубный), в 1965—1966 гг. — за дубль «Сокола», в 1967—1980 гг. — за «основу». В 1967 году стал одним из первых саратовских мастеров спорта по футболу (за выступление в полуфинале Кубка-1967), через год выступал за сборную РСФСР. За «Сокол» провёл более 400 матчей, забил более 60 мячей. Карьеру закончил в 1983 году в составе саратовского «Восхода».
Впоследствии работал судьёй, тренером, инструктором физической культуры на стадионе «Локомотив».